# 松本民芸館
松本民芸館（まつもとみんげいかん）は、長野県松本市里山辺にある民芸博物館。丸山太郎が優れた民芸品を蒐集し、1962年（昭和37年）に独力で創館した。コレクションの中核は、丸山によって収集された約6,800点の民芸品を展示する。
英語表記はMatsumoto Folkcraft Museum、Matsumoto Folk Craft Museum、Matsumoto Folk Art Museumといったものがある。

## 概要
1962年（昭和37年）に松本市中央、中町通りの「ちきりや工芸店」の初代主人丸山太郎によって創館された。その後、1983年（昭和58年）に、松本民芸館の土地、建物を含め、約6,800点にも及ぶコレクションが松本市に寄贈された。松本市では丸山の遺志を継ぎ、1992年（平成4年）に松本市立博物館の分館となり、2003年（平成15年）春にリニューアルオープンしている。
柳宗悦の民藝運動に共鳴して集めた日本や世界の民芸コレクションを収蔵した建物は、松本市の東部、住宅と田園に隣接する場所にあり、土蔵造りの建物と、大きなケヤキとブナの木のある庭園もある。1階展示室では、箪笥（たんす）や行李（こうり）など、手仕事の逸品を満喫することができる。2階展示室には「民藝をみるたしかな目」によって蒐集された陶器・磁器やガラス器のコレクションが展示されている。

## 展示品（一部）
日本の水甕（みずがめ）・猪口（ちょこ）・壺・漆器・箪笥たんす、世界各地の陶磁器・木工品・ガラス器などを展示
- 染屋焼 甕（かめ）
- こま盆
- 李朝三段箪笥（たんす）
- 岡田ガラスの花器
- 木と漆
- 陶と磁

## 営業情報

### アクセス
- 長野自動車道松本ICから国道158号経由、松本城の北の県道67号を美ヶ原温泉方面に20分
- 松本バスターミナルから美ヶ原温泉行きバス「下金井民芸館口」下車すぐ

### 料金・開館時間
- 入館料金：300円（小中学生・庭園のみ見学は無料）
- 開館：9時 - 16時30分（入館は16:00まで）。
- 休館：月曜日（祝日時は翌日）・12/29～1/3